# Nati nel 1999/Luglio
| Questa pagina contiene informazioni ricavate automaticamente dalle voci biografiche con l'ausilio del template Bio e di un bot. L'aggiornamento è periodico e automatico e ricostruisce completamente la pagina. Se manca una persona in questa lista, sei pregato di non aggiungerla, ma accertati piuttosto che la sua voce biografica contenga il template Bio e che i dati anagrafici siano correttamente compilati. Se il template Bio manca, inseriscilo tu stesso o, in alternativa, metti l'avviso {{tmp\|Bio}} che ne segnala la mancanza. Se i dati riportati sono sbagliati, correggi direttamente la voce biografica; le modifiche saranno visibili in questa lista entro pochi giorni. Per chiarimenti vedi il progetto biografie. La lista contiene solo le 374 persone che sono citate nell'enciclopedia e per le quali è stato implementato correttamente il template Bio. Pagina aggiornata al 10 ago 2025. |

- 1º luglio - Tiago Banega, calciatore argentino
- 1º luglio - Pablo Dimcheff, rugbista a 15 italiano
- 1º luglio - Kanya Fujimoto, calciatore giapponese
- 1º luglio - Elija Godwin, velocista statunitense
- 1º luglio - Matteo Jorgenson, ciclista su strada statunitense
- 1º luglio - Numan Kurdić, calciatore bosniaco
- 1º luglio - Marlon Langeland, attore norvegese
- 1º luglio - Ondřej Pažout, combinatista nordico ceco
- 1º luglio - Ignacio Rosa, cestista spagnolo
- 1º luglio - Léo Alaba, calciatore brasiliano
- 1º luglio - Trazié Thomas, calciatore ivoriano
- 1º luglio - Ramiro Vaca, calciatore boliviano
- 1º luglio - Carlo Villanueva, calciatore cileno
- 2 luglio - Mattéo Ahlinvi, calciatore francese
- 2 luglio - Jesús Areso, calciatore spagnolo
- 2 luglio - Mattia Casadei, pilota motociclistico italiano
- 2 luglio - Lautaro Escalante, calciatore argentino
- 2 luglio - Matías González, calciatore argentino
- 2 luglio - Giulia Gwinn, calciatrice tedesca
- 2 luglio - Roberto Hinojosa, calciatore colombiano
- 2 luglio - Luka Ilić, calciatore serbo
- 2 luglio - Isaiah Joe, cestista statunitense
- 2 luglio - Cameron Johnson, attore statunitense
- 2 luglio - Hicham Mahou, calciatore francese
- 2 luglio - David McCormack, cestista statunitense
- 2 luglio - Lea Lin Teutenberg, pistard e ciclista su strada tedesca
- 2 luglio - Nicolò Zaniolo, calciatore italiano
- 2 luglio - Tom van de Looi, calciatore olandese
- 3 luglio - Lisa Adams, atleta paralimpica neozelandese
- 3 luglio - Paulson Adebo, giocatore di football americano statunitense
- 3 luglio - Nefisa Berberović, tennista bosniaca
- 3 luglio - Guglielmo Caruso, cestista italiano
- 3 luglio - Asila Mirzayorova, atleta paralimpica uzbeka
- 3 luglio - Kregor Zirk, nuotatore estone
- 4 luglio - Filip Fjeld Andersen, fondista e ex biatleta norvegese
- 4 luglio - Rckaela Aquino, lottatrice statunitense
- 4 luglio - Agnese Bonfantini, calciatrice italiana
- 4 luglio - Laura Martin Champetier, sciatrice nautica francese
- 4 luglio - Lewis Clareburt, nuotatore neozelandese
- 4 luglio - Deroy Duarte, calciatore olandese
- 4 luglio - Ibrahim Ghouati, giocatore di calcio a 5 marocchino
- 4 luglio - Benjámin Gledura, scacchista ungherese
- 4 luglio - Dušan Joković, calciatore serbo
- 4 luglio - Moa Kikuchi, cantante giapponese
- 4 luglio - Melle Meulensteen, calciatore olandese
- 4 luglio - Tuta, calciatore brasiliano
- 4 luglio - Lucas Silva Rodrigues, calciatore brasiliano
- 5 luglio - Julien Andlauer, pilota automobilistico francese
- 5 luglio - Trevoh Chalobah, calciatore sierraleonese
- 5 luglio - Emin Grozdanic, calciatore svedese
- 5 luglio - Philip Hanson, pilota automobilistico britannico
- 5 luglio - Feron Hunt, cestista statunitense
- 5 luglio - Hwang Dae-heon, pattinatore di short track sudcoreano
- 5 luglio - Ramazan Kárimov, calciatore kazako
- 5 luglio - Suzan Lamens, tennista olandese
- 5 luglio - Martin Maljutin, nuotatore russo
- 5 luglio - Karol Niemczycki, calciatore polacco
- 5 luglio - Nathan Tella, calciatore inglese
- 5 luglio - Dani Vivian, calciatore spagnolo
- 6 luglio - Axel Bamba, calciatore ivoriano
- 6 luglio - Denis Chodykin, pattinatore artistico su ghiaccio russo
- 6 luglio - Felisberto de Deus, mezzofondista e siepista est-timorese
- 6 luglio - Trevor Doornbusch, calciatore olandese
- 6 luglio - Denis Drăguș, calciatore rumeno
- 6 luglio - Lamine Ghezali, calciatore francese
- 6 luglio - Simone Locarni, pianista italiano
- 6 luglio - Kana Tomizawa, judoka giapponese
- 6 luglio - Federica Veritti, calciatrice italiana
- 7 luglio - Moussa Diaby, calciatore francese
- 7 luglio - Callan Elliot, calciatore neozelandese
- 7 luglio - Egor Golenkov, calciatore russo
- 7 luglio - Teja Goršič, cestista slovena
- 7 luglio - RaiQuan Gray, cestista statunitense
- 7 luglio - Zehra Güneş, pallavolista turca
- 7 luglio - Claudio Kammerknecht, calciatore singalese
- 7 luglio - Eddy Kayouloud, cestista francese
- 7 luglio - Johan Meens, ciclista su strada belga
- 7 luglio - Tijjani Noslin, calciatore olandese
- 7 luglio - Amy du Plessis, rugbista a 15 neozelandese
- 7 luglio - Juande Rivas, calciatore spagnolo
- 7 luglio - Pap Chanel, rapper statunitense
- 7 luglio - Kensuke Shimizu, lottatore giapponese
- 7 luglio - Samuel Womack, giocatore di football americano statunitense
- 7 luglio - Yang Wenlong, snowboarder cinese
- 7 luglio - Éderson José dos Santos Lourenço da Silva, calciatore brasiliano
- 8 luglio - Viktor Brandt, biatleta svedese
- 8 luglio - Enrico Brignola, calciatore italiano
- 8 luglio - Sergi Cardona, calciatore spagnolo
- 8 luglio - Selim Fofana, cestista svizzero
- 8 luglio - Ashton Hagans, cestista statunitense
- 8 luglio - K.J. Hamler, giocatore di football americano statunitense
- 8 luglio - McCartney Kessler, tennista statunitense
- 8 luglio - Aaron Kostner, combinatista nordico italiano
- 8 luglio - Adrien Lebeau, calciatore francese
- 8 luglio - Luciano Palonsky, pallavolista argentino
- 8 luglio - Maeve Plouffe, pistard e ciclista su strada australiana
- 8 luglio - Nadir Rüstəmli, cantante azero
- 8 luglio - Erik Sorga, calciatore estone
- 8 luglio - Anna Stevenson, pallavolista statunitense
- 8 luglio - İpek Öz, tennista turca
- 9 luglio - Alban Ajdini, calciatore kosovaro
- 9 luglio - Vahan Bičaxčyan, calciatore armeno
- 9 luglio - Thomas Hasal, calciatore canadese
- 9 luglio - Matt Henningsen, giocatore di football americano statunitense
- 9 luglio - Lee Ji-sol, calciatore sudcoreano
- 9 luglio - Ivan Lepinjica, calciatore croato
- 9 luglio - Chengetayi Mapaya, triplista zimbabwese
- 9 luglio - Maria Martins, pistard e ciclista su strada portoghese
- 9 luglio - Juan Moreno, calciatore colombiano
- 9 luglio - Jaylen Nowell, cestista statunitense
- 9 luglio - Aleksa Pejić, calciatore serbo
- 9 luglio - Jordi Ramón, pallavolista spagnolo
- 9 luglio - Camille Rast, sciatrice alpina svizzera
- 9 luglio - Thibaud Verlinden, calciatore belga
- 10 luglio - Pontus Almqvist, calciatore svedese
- 10 luglio - Kévin Cabral, calciatore francese
- 10 luglio - Peruth Chemutai, siepista ugandese
- 10 luglio - Meret Felde, calciatrice tedesca
- 10 luglio - Kyrin Galloway, cestista statunitense
- 10 luglio - April Ivy, cantante portoghese
- 10 luglio - Kelvin Kalua, calciatore malawiano
- 10 luglio - Lee U-seok, cestista sudcoreano
- 10 luglio - Romario Matova, calciatore zimbabwese
- 10 luglio - Sikou Niakaté, calciatore francese
- 10 luglio - Elisa Palmero, mezzofondista italiana
- 10 luglio - Matthew Real, calciatore statunitense
- 10 luglio - Carlotta Saracco, ex sciatrice alpina italiana
- 10 luglio - Camillo Tavernelli, calciatore italiano
- 10 luglio - David Turnbull, calciatore scozzese
- 10 luglio - Kōta Yamada, calciatore giapponese
- 10 luglio - Filip Čihák, calciatore ceco
- 11 luglio - Agathe Guillemot, mezzofondista francese
- 11 luglio - Isabelle Haak, pallavolista svedese
- 11 luglio - Lars Kramer, calciatore olandese
- 11 luglio - Andrés Martín, calciatore spagnolo
- 11 luglio - Axl Ríos, calciatore cileno
- 11 luglio - Elena Tsineke, cestista greca
- 11 luglio - Mashiro Yasunaga, nuotatrice artistica giapponese
- 11 luglio - Zaydou Youssouf, calciatore francese
- 12 luglio - Marika Bergman Lundin, calciatrice svedese
- 12 luglio - DaRon Bland, giocatore di football americano statunitense
- 12 luglio - Izaiah Brockington, cestista statunitense
- 12 luglio - Damone Clark, giocatore di football americano statunitense
- 12 luglio - Ayrton Costa, calciatore argentino
- 12 luglio - Kike Linares, calciatore spagnolo
- 12 luglio - Roberto Fernández Toro, calciatore boliviano
- 12 luglio - DeAngelo Malone, giocatore di football americano statunitense
- 12 luglio - Yūta Okaya, pilota motociclistico giapponese
- 12 luglio - Diego Palacios, calciatore ecuadoriano
- 12 luglio - Liam Robbins, cestista statunitense
- 12 luglio - Adriana Rodríguez, multiplista e lunghista cubana
- 12 luglio - Nur Dhabitah Sabri, tuffatrice malese
- 12 luglio - Vid Vrhovnik, combinatista nordico sloveno
- 12 luglio - Martina Weil, velocista cilena
- 12 luglio - Zhou Xia, atleta paralimpica cinese
- 13 luglio - Ragıp Atar, cestista turco
- 13 luglio - Alex Bangura, calciatore sierraleonese
- 13 luglio - Juergen Elitim, calciatore colombiano
- 13 luglio - Yanis Hamache, calciatore algerino
- 13 luglio - Kamil' Kerymov, lottatore ucraino
- 13 luglio - Alex Molenaar, ciclista su strada olandese
- 13 luglio - Cristhian Ocampos, calciatore paraguaiano
- 13 luglio - Neemias Queta, cestista portoghese
- 13 luglio - Camilo Saldaña, calciatore cileno
- 13 luglio - Cristian Sellanes, calciatore uruguaiano
- 13 luglio - Hamish Turnbull, pistard britannico
- 14 luglio - Kim Ji-yoo, pattinatrice di short track sudcoreana
- 14 luglio - Robert Ljubičić, calciatore croato
- 14 luglio - Dávid Nagy, schermidore ungherese
- 14 luglio - Ntanilo Spoliarits, calciatore cipriota
- 14 luglio - Scott Twine, calciatore inglese
- 14 luglio - Stefano Zampoli, hockeista su pista italiano
- 15 luglio - Manon Bakker, ciclocrossista e ciclista su strada olandese
- 15 luglio - Mohamed Sobhy, calciatore egiziano
- 15 luglio - Ivan Djulgerov, calciatore bulgaro
- 15 luglio - Kenia Os, cantante, imprenditrice e youtuber messicana
- 15 luglio - Marcel Hoffmeier, calciatore tedesco
- 15 luglio - Ivania Ortiz, pallavolista portoricana
- 15 luglio - Tommaso Pobega, calciatore italiano
- 15 luglio - Josh Roberts, cestista statunitense
- 15 luglio - Fabrisio Saïdy, velocista francese
- 15 luglio - David Seger, calciatore svedese
- 15 luglio - Pietro Sighel, pattinatore di short track italiano
- 15 luglio - Seda Tutchaljan, ginnasta russa
- 15 luglio - Wu Fang-hsien, tennista taiwanese
- 15 luglio - Mehdi Zerkane, calciatore francese
- 15 luglio - Zhu Dening, atleta paralimpico cinese
- 16 luglio - Eric Bocat, calciatore francese
- 16 luglio - Erika Ferrara, giocatrice di calcio a 5 e ex calciatrice italiana
- 16 luglio - Isah, cantante e rapper norvegese
- 16 luglio - Adam Gnezda Čerin, calciatore sloveno
- 16 luglio - Óscar Gutiérrez, pilota motociclistico spagnolo
- 16 luglio - Evens Joseph, calciatore francese
- 16 luglio - Frida Leonhardsen Maanum, calciatrice norvegese
- 16 luglio - Josh McErlean, pilota di rally irlandese
- 16 luglio - Djoumoi Moussa, calciatore francese
- 16 luglio - Nikolaos Mpaxevanos, calciatore greco
- 16 luglio - Elena Rolando, pallavolista italiana
- 17 luglio - Artëm Avanesjan, calciatore russo
- 17 luglio - Julija Bravikova, ex ginnasta russa
- 17 luglio - Gina Conti, cestista statunitense
- 17 luglio - Micaela Diamond, attrice statunitense
- 17 luglio - Ndiaga Dieng, atleta paralimpico italiano
- 17 luglio - Stahl Gubag, calciatore papuano
- 17 luglio - Kasper Lunding, calciatore danese
- 17 luglio - Sakarias Opsahl, calciatore norvegese
- 17 luglio - Mileta Rajović, calciatore danese
- 17 luglio - Timo Stavitski, calciatore finlandese
- 18 luglio - Saud Abdulhamid, calciatore saudita
- 18 luglio - Lil Busso, rapper italiano
- 18 luglio - Alessandro Di Pardo, calciatore italiano
- 18 luglio - Tomás Martín Etcheverry, tennista argentino
- 18 luglio - Mitchell Kummen, attore canadese
- 18 luglio - Franco Medina, calciatore peruviano
- 18 luglio - Juan Palma, calciatore colombiano
- 18 luglio - Njegoš Petrović, calciatore serbo
- 18 luglio - Gabriele Stefanini, cestista italiano
- 18 luglio - Ivan Turicov, calciatore bulgaro
- 18 luglio - Masaki Watai, calciatore giapponese
- 19 luglio - Marijn van den Berg, ciclista su strada olandese
- 19 luglio - Samuele Birindelli, calciatore italiano
- 19 luglio - David Carmo, calciatore portoghese
- 19 luglio - Juan Manuel Cruz, calciatore argentino
- 19 luglio - Kamo-Kamo, calciatore mozambicano
- 19 luglio - Kim So-hye, attrice e cantante sudcoreana
- 19 luglio - Gergely Kántor, scacchista ungherese
- 19 luglio - Nate Laszewski, cestista statunitense
- 19 luglio - Matis Louvel, ciclista su strada francese
- 19 luglio - Tomasz Makowski, calciatore polacco
- 19 luglio - Krystian Ochman, cantante polacco
- 19 luglio - Taz Sherman, cestista statunitense
- 20 luglio - Catarina Amado, calciatrice portoghese
- 20 luglio - Simon Becher, calciatore statunitense
- 20 luglio - Goga Bitadze, cestista georgiano
- 20 luglio - Johan Carbonero, calciatore colombiano
- 20 luglio - T'ara Ceasar, pallavolista statunitense
- 20 luglio - Elissa Downie, ex ginnasta inglese
- 20 luglio - Fatima El-Mamouny, danzatrice marocchina
- 20 luglio - Xian Emmers, calciatore belga
- 20 luglio - Pop Smoke, rapper statunitense († 2020)
- 20 luglio - Andrij Kožuchar, calciatore moldavo
- 20 luglio - Makoto Mitsuta, calciatore giapponese
- 20 luglio - Timothé Nkada, calciatore francese
- 20 luglio - Christian Rontini, calciatore filippino
- 20 luglio - Mark Wallner, tennista tedesco
- 21 luglio - Téo Andant, velocista francese
- 21 luglio - Giacomo Conti, calciatore sammarinese
- 21 luglio - Diego Henrique Costa Barbosa, calciatore brasiliano
- 21 luglio - Leonardo Deplano, nuotatore italiano
- 21 luglio - Constantin Dima, calciatore rumeno
- 21 luglio - Myles Frost, attore e ballerino statunitense
- 21 luglio - Antonio Marín, calciatore paraguaiano
- 21 luglio - Maria Mateas, tennista statunitense
- 21 luglio - Rhys McClenaghan, ginnasta irlandese
- 21 luglio - Isaiah McDuffie, giocatore di football americano statunitense
- 21 luglio - Evan McPherson, giocatore di football americano statunitense
- 21 luglio - Beatrice Tornatore, ginnasta italiana
- 21 luglio - Antōnīs Tsiftsīs, calciatore greco
- 22 luglio - Dylan Affo Mama, cestista francese
- 22 luglio - Josué Casimir, calciatore francese
- 22 luglio - Simon Elisor, calciatore francese
- 22 luglio - Katie Fleckenstein, sciatrice alpina canadese
- 22 luglio - Yohan Marmot, calciatore francese
- 22 luglio - Richard Mina, calciatore ecuadoriano
- 22 luglio - Miwa Morikawa, lottatrice giapponese
- 22 luglio - Letizia Paternoster, pistard e ciclista su strada italiana
- 22 luglio - María Isabel Rodríguez, calciatrice spagnola
- 22 luglio - Alexis Sosa, calciatore argentino
- 23 luglio - Gabito Ballesteros, cantante messicano
- 23 luglio - Lovro Kos, saltatore con gli sci sloveno
- 23 luglio - Wagner Leonardo, calciatore brasiliano
- 23 luglio - Miguel Ángel Mellado, giocatore di calcio a 5 spagnolo
- 23 luglio - Sherzod Nasrullaev, calciatore uzbeko
- 23 luglio - Famous Oberogo, cantante spagnolo
- 23 luglio - Vitinho, calciatore brasiliano
- 24 luglio - Axel Bassani, pilota motociclistico italiano
- 24 luglio - Andrea Cosoli, tuffatore italiano
- 24 luglio - Timothy Fayulu, calciatore svizzero
- 24 luglio - Kyron Johnson, giocatore di football americano statunitense
- 24 luglio - Nicholas Mickelson, calciatore norvegese
- 24 luglio - Hannes Orlamünder, slittinista tedesco
- 24 luglio - Manor Solomon, calciatore israeliano
- 24 luglio - Agustín Tapia, sportivo argentino
- 24 luglio - Aggelos Tsiggaras, calciatore greco
- 25 luglio - Bence Banó-Szabó, calciatore ungherese
- 25 luglio - K'Lavon Chaisson, giocatore di football americano statunitense
- 25 luglio - Dai Wai Tsun, calciatore hongkonghese
- 25 luglio - Václav Drchal, calciatore ceco
- 25 luglio - Elias Mokwana, calciatore sudafricano
- 25 luglio - Milutin Osmajić, calciatore montenegrino
- 25 luglio - Aleks Petkov, calciatore bulgaro
- 25 luglio - Mario Topuzov, calciatore bulgaro
- 25 luglio - Jay Tufele, giocatore di football americano statunitense
- 26 luglio - Jaime Alvarado, calciatore colombiano
- 26 luglio - Ryan Baird, rugbista a 15 irlandese
- 26 luglio - Alessandro Benzoni, canottiere italiano
- 26 luglio - Viktor Bergh, calciatore svedese
- 26 luglio - Dan Bradbury, golfista inglese
- 26 luglio - Saahdiq Charles, giocatore di football americano statunitense
- 26 luglio - Lorenzo Cortesia, pallavolista italiano
- 26 luglio - Dulcy Fankam, cestista camerunese
- 26 luglio - Benedetta Glionna, calciatrice italiana
- 26 luglio - Jan Gorenc, calciatore sloveno
- 26 luglio - Birk Irving, sciatore freestyle statunitense
- 26 luglio - Didier Merchán, ex ciclista su strada colombiano
- 26 luglio - Maroine Mihoubi, calciatore francese
- 26 luglio - Allen Njie, calciatore liberiano
- 26 luglio - Emma Norsgaard, ciclista su strada danese
- 26 luglio - Joe Rankin-Costello, calciatore inglese
- 26 luglio - Paulo Baya, calciatore brasiliano
- 27 luglio - Brandon Barzey, calciatore montserratiano
- 27 luglio - Lucía Caraballo, attrice, ballerina e modella spagnola
- 27 luglio - Vladan Danilović, calciatore bosniaco
- 27 luglio - Emerson Deocleciano, calciatore brasiliano
- 27 luglio - Ludovica Francesconi, attrice italiana
- 27 luglio - Derry Murkin, calciatore inglese
- 27 luglio - Savva Novikov, ciclista su strada e pistard russo
- 27 luglio - Jeppe Okkels, calciatore danese
- 27 luglio - Onolbaatar Khulan, cestista mongola
- 27 luglio - Terell Smith, giocatore di football americano samoano americano
- 27 luglio - Unique Thompson, cestista statunitense
- 27 luglio - Hamish Warden, cestista australiano
- 27 luglio - Yago Cariello Ribeiro, calciatore brasiliano
- 28 luglio - Daniel Aguirre, calciatore statunitense
- 28 luglio - Ivan Alipiev, cestista bulgaro
- 28 luglio - Ignacio Anzola, calciatore venezuelano
- 28 luglio - Hrvoje Babec, calciatore croato
- 28 luglio - Christian Barmore, giocatore di football americano statunitense
- 28 luglio - Troy Brown, cestista statunitense
- 28 luglio - Rogier Dorsman, nuotatore olandese
- 28 luglio - Sacha Fenestraz, pilota automobilistico francese
- 28 luglio - Jonathan Garvin, giocatore di football americano statunitense
- 28 luglio - Maksim Glušenkov, calciatore russo
- 28 luglio - Alex Haydock-Wilson, velocista britannico
- 28 luglio - Łukasz Kolenda, cestista polacco
- 28 luglio - Noah Kuavita, ginnasta belga
- 28 luglio - Håvard Moseby, fondista norvegese
- 28 luglio - Marija Novolodskaja, ciclista su strada e pistard russa
- 28 luglio - Fabian Nürnberger, calciatore bulgaro
- 28 luglio - Jordan Schnitzer, pallavolista canadese
- 28 luglio - D.J. Stewart, cestista statunitense
- 28 luglio - Frank Tsadjout, calciatore italiano
- 28 luglio - GloRilla, rapper statunitense
- 28 luglio - Keisuke Ōsako, calciatore giapponese
- 29 luglio - Oskar Andreassen, giocatore di calcio a 5 e calciatore norvegese
- 29 luglio - Jonathan Bilbao, calciatore venezuelano
- 29 luglio - Bedirhan Bülbül, pallavolista turco
- 29 luglio - Annet X, cantante e attrice russa
- 29 luglio - Max Fewtrell, pilota automobilistico britannico
- 29 luglio - Mads Frøkjær-Jensen, calciatore danese
- 29 luglio - Jannis Heuer, calciatore tedesco
- 29 luglio - Milan Iloski, calciatore statunitense
- 29 luglio - Mone Inami, golfista giapponese
- 29 luglio - Mauro Molina, calciatore argentino
- 29 luglio - Iván Morales Bravo, calciatore cileno
- 29 luglio - Eraldo Nikoci, cestista albanese
- 29 luglio - Denis Olivera, calciatore uruguaiano
- 29 luglio - Bruno Reis, calciatore portoghese
- 29 luglio - Jug Stanojev, calciatore serbo
- 29 luglio - Zinho Vanheusden, calciatore belga
- 30 luglio - Joey King, attrice statunitense
- 30 luglio - Thomas Pidcock, ciclista su strada, ciclocrossista e mountain biker britannico
- 30 luglio - Ihor Stachiv, slittinista ucraino
- 30 luglio - Jhon Jairo Sánchez, calciatore ecuadoriano
- 30 luglio - Victor Torp, calciatore danese
- 30 luglio - Riko Ueki, calciatrice giapponese
- 30 luglio - Alex Vogel, pistard e ciclista su strada svizzero
- 31 luglio - Igor Maksimović, calciatore serbo
- 31 luglio - Rebeka Mikulášiková, cestista slovacca
- 31 luglio - Cadan Murley, rugbista a 15 inglese
- 31 luglio - E.J. Onu, cestista statunitense
- 31 luglio - Facundo Pérez, calciatore argentino
- 31 luglio - Kazuki Yoshinaga, pattinatore di short track giapponese
- 31 luglio - Kayleigh van Dooren, calciatrice olandese